# Ulica Rzeźnicza w Krakowie
Ulica Rzeźnicza – ulica w Krakowie, w dzielnicy II Grzegórzki, na Grzegórzkach.
Łączy ulicę Grzegórzecką z ulicą Gęsią. Jest jednojezdniowa.

## Historia
Ulica została w obecnym kształcie wytyczona została w latach osiemdziesiątych XIX wieku w związku z budową rzeźni miejskiej i wtedy też była nazywana ul. Droga do rzezalni, a w 1912 roku Rada Miasta Krakowa nadała ulicy obecną nazwę.

## Zabudowa
- ul. Rzeźnicza 1 (ul. Grzegórzecka 53) – kamienica, ok. 1955.
- ul. Rzeźnicza 2 (ul. Grzegórzecka) – kamienica, ok. 1955.
- ul. Rzeźnicza 3 – kamienica. Projektował Izydor Goldberger, 1936.
- ul. Rzeźnicza 4 – szkoła, ok. 1955.
- ul. Rzeźnicza 6–18 – zespół kamienic, ok. 1955.
- ul. Rzeźnicza 28 – rzeźnia miejska. Projektował Maciej Moraczewski, 1877–1878[a].

Opracowano na podstawie źródła: Gminnej ewidencji zabytków – Kraków.

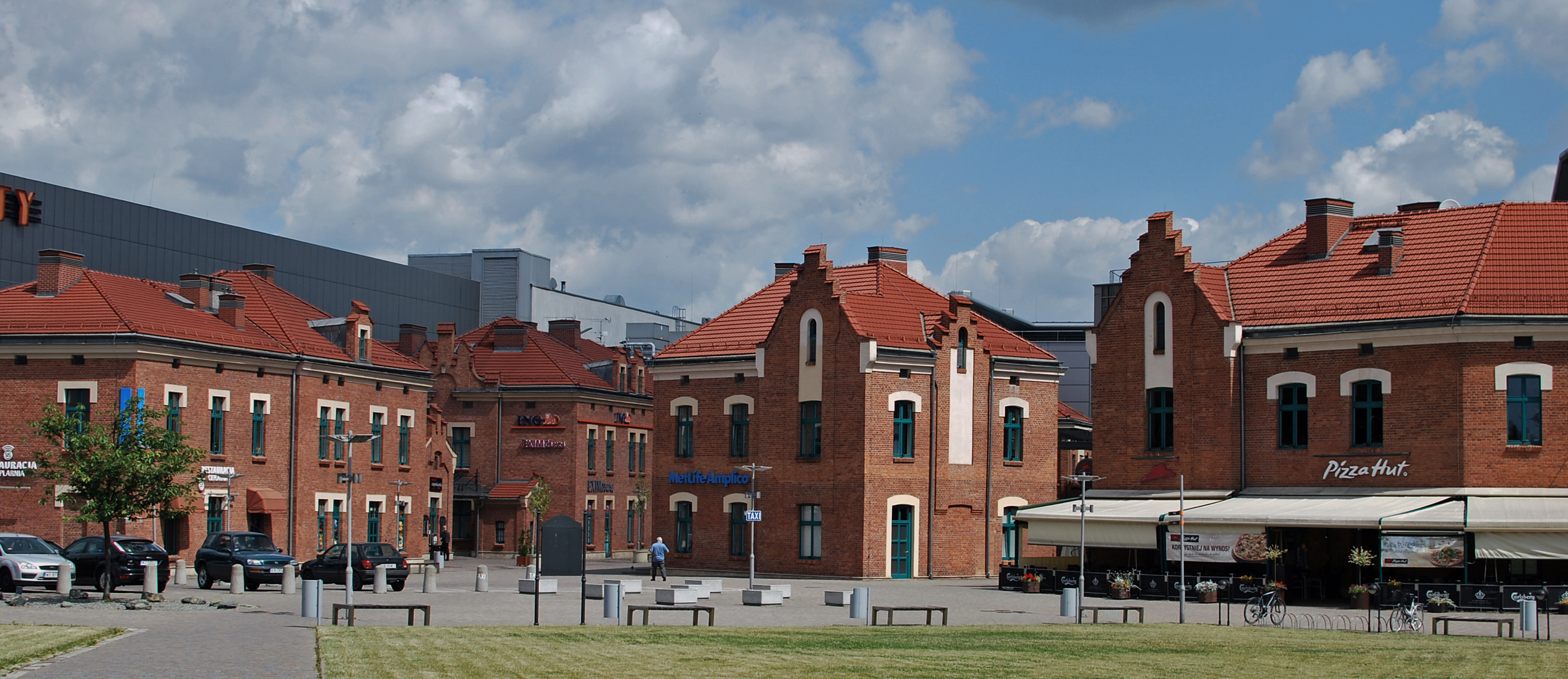
ul. Rzeźnicza 28, rzeźnia miejska